# Ellenor Mikaelsson
Ellenor Mikaelsson (* 1. März 1996) ist eine schwedische Unihockeyspielerin. Sie steht beim Malmö FBC unter Vertrag.

## Karriere

### Verein
Bengtsson Wester begann ihre Karriere beim Malmö FBC. 2011 debütierte die damals 16-Jährige in der ersten Mannschaft des Malmö FBC, die damals noch in der 2. Division spielte und bis 2015 nach zwei Aufstiegen in der höchsten schwedischen Spielklasse spielte. Sie spielte insgesamt fünf Saisons für den Verein aus der schwedischen Grossstadt, in ihrer letzten Saison konnte sie in 25 Spielen neun Tore und sechs Assists erzielen.
Zur Saison 2016/17 wechselte sie zu den Red Ants Rychenberg Winterthur in die Schweizer Nationalliga A. Am 11. Mai 2017 gab der Verein bekannt, dass die Offensivspielerin ihren Kontrakt um ein Jahr verlängert hat.
Am 9. März 2018 gab der UHC Dietlikon bekannt, dass Bengtsson Wester 2018/19 für den UHC Dietlikon auflaufen wird.
2019 kehrte Bengtsson zurück zum Malmö FBC in die Svenska Superligan.

### Nationalmannschaft
2014 debütierte Bengtsson Wester in der U19-Unihockeynationalmannschaft Schwedens an der U19-Euro Floorball Tour. Dabei lief sie in allen drei Partien auf und erzielte einen Treffer sowie vier Assists.